# Cambodia Airways Stadium
Das Cambodia Airways Stadium (Khmer ខេមបូឌា អ៊ែរវ៉េ កីឡដ្ឋាន) befindet sich in der kambodschanischen Hauptstadt Phnom Penh. Es ist die Heimspielstätte des Erstligisten Boeung Ket Angkor. Das Stadion hat ein Fassungsvermögen von 2000 Personen. Bei dem 2020 eröffneten Stadion handelt es sich um ein reines Fußballstadion.